# Cuartos de Bravo
Cuartos de Bravo är en ort i Mexiko.   Den ligger i kommunen San Felipe och delstaten Guanajuato, i den centrala delen av landet, 300 km nordväst om huvudstaden Mexico City. Cuartos de Bravo ligger 2 117 meter över havet och antalet invånare är 325.
Terrängen runt Cuartos de Bravo är kuperad norrut, men söderut är den platt. Runt Cuartos de Bravo är det ganska glesbefolkat, med 31 invånare per kvadratkilometer. Närmaste större samhälle är San Felipe, 13,0 km söder om Cuartos de Bravo. Omgivningarna runt Cuartos de Bravo är i huvudsak ett öppet busklandskap.